# Avión de negocios

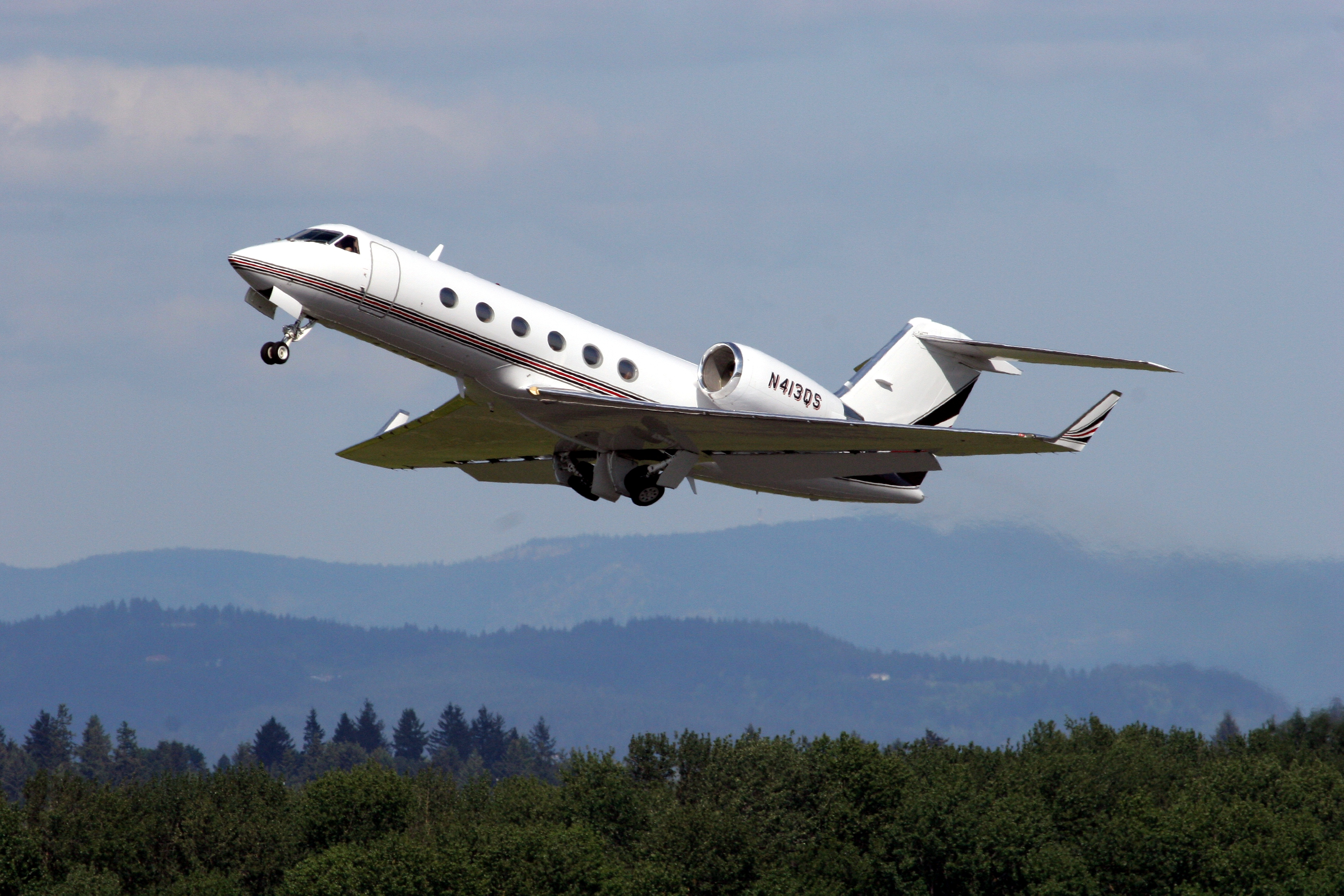
Reactor de negocios Gulfstream IV.

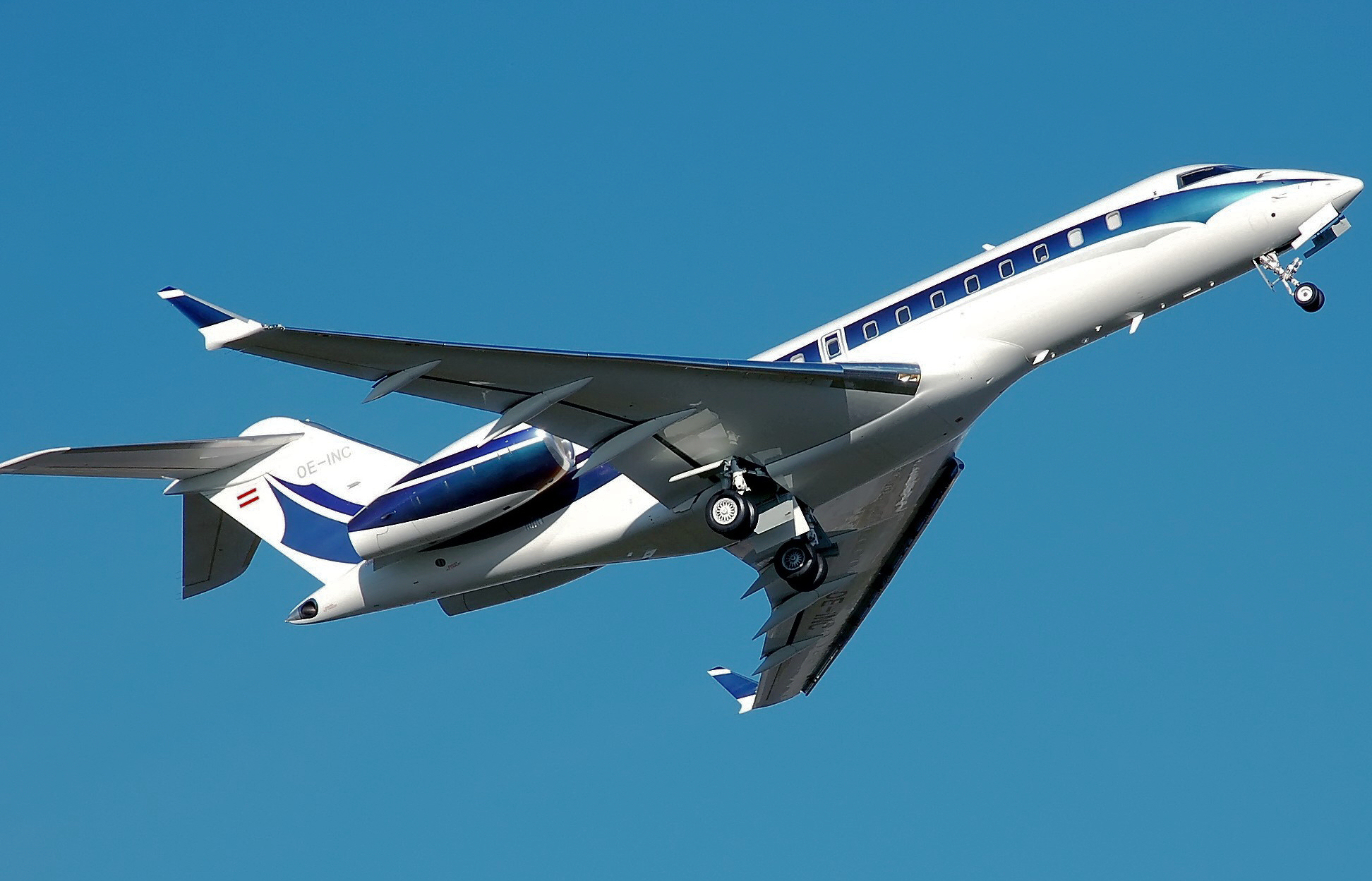
Reactor de negocios Bombardier Global 5000 despegando.

Un avión de negocios,  little jet, avión corporativo, avión ejecutivo o avión privado es un avión de reacción, generalmente de tamaño reducido, diseñado para el transporte y uso privado de grupos de empresarios o individuos adinerados. Pueden ser adaptados para otros cometidos, como la evacuación de víctimas o entregas de cargas, y algunos pueden ser usados por organismos públicos, gobiernos o fuerzas armadas.

## Clases
La industria de los aviones privados agrupa los reactores en cinco clases según su tamaño: 

### Reactores muy ligeros
- Adam A700

- Cessna Citation Mustang

- Cirrus Vision SF50

- Comp Air Jet

- Diamond D-Jet

- Eclipse Aviation
  - Eclipse 500
  - Eclipse 400

- Embraer Phenom 100

- Epic Aircraft
  - Epic Elite
  - Epic Victory

- Honda HA-420 HondaJet

- Piper PA-47 PiperJet

- Spectrum S-33 Independence

### Reactores ligeros

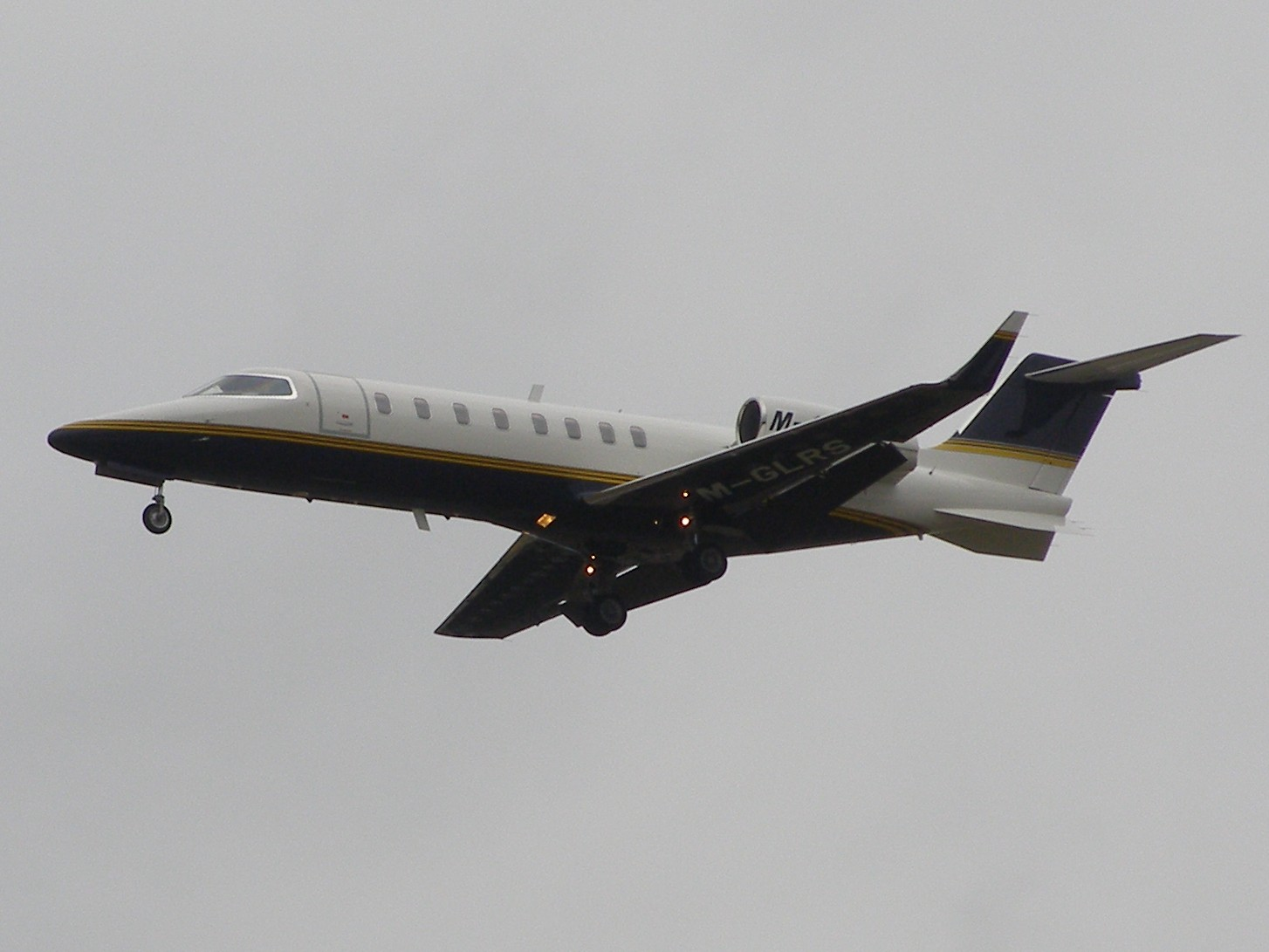
Learjet 45 en el Farnborough Air Show de 2008.

- Beechcraft Premier

- Bombardier Aerospace
  - Learjet 40
  - Learjet 40 XR
  - Learjet 45
  - Learjet 45 XR

- Cessna
  - Citation CJ1
  - Citation CJ2
  - Citation CJ3
  - Citation CJ4
  - Citation Bravo
  - Citation Encore

- Embraer Phenom 300

- Emivest SJ30

- Grob G180 SPn

### Reactores de tamaño medio
- Bombardier Aerospace
  - Learjet 60 XR
  - Learjet 85

- Cessna
  - Citation Columbus
  - Citation X
  - Citation XLS
  - Citation Sovereign

- Dassault Falcon 50EX

- Embraer
  - Embraer Legacy 450
  - Embraer Legacy 500

- Gulfstream
  - Gulfstream G150
  - Gulfstream G250

- Hawker Beechcraft
  - Hawker 750
  - Hawker 850 XP
  - Hawker 900XP

### Reactores de tamaño medio-grande
- Bombardier Aerospace
  - Bombardier Challenger 300
  - Challenger 605

- Dassault
  - Dassault Falcon 900DX
  - Dassault Falcon 900EX
  - Dassault Falcon 2000DX
  - Dassault Falcon 2000EX

- Embraer Legacy 600

- Gulfstream
  - Gulfstream G350
  - Gulfstream G450

- Hawker 4000

### Reactores de tamaño grande
- Bombardier Aerospace
  - Bombardier Global Express
  - Bombardier Challenger 850
  - Bombardier Global 7500

- Dassault Falcon 7X

- Gulfstream Aerospace
  - Gulfstream G500
  - Gulfstream G550
  - Gulfstream G650

### Reactores pesados
Este grupo lo conforman grandes aviones de línea modificados para el uso privado.
- Airbus Executive and Private Aviation
  - Airbus A318 Elite
  - Airbus A319CJ
  - Airbus A380 Flying Palace

- Boeing Business Jet (737, 747, 777 y 787)

- Embraer Lineage 1000